# Doug Jones
Doug Jones, (Indianàpolis, Indiana, Estats Units, 24 de maig, 1960), és un actor, contorsionista i mim nord-americà.
És conegut sobretot pels seus papers a Hellboy, El laberinto del fauno i The Shape of Water.

## Biografia
Infància
Doug Jones, el més jove de quatre nois.

## Carrera
És un dels actors preferits del director mexicà Guillermo del Toro que el va audicionar en nombroses ocasions. A Doug Jones, per exemple, se li va oferir un paper a Bilbo le Hobbit quan del Toro encara estava al capdavant del projecte (el de l'elf Thranduil), paper que posteriorment es va donar a l'actor Lee Pace.
Jones no és aliè als papers que requereixen un treball de maquillatge pesat o vestits incòmodes. Així interpreta molts papers importants sense que la seva cara aparegui a la pantalla (el faune i l'home pàl·lid del El laberinto del fauno, l'enemic Silver Surfer de Fantastic Four (còmic), Abe Sapien el company de Hellboy i, més recentment, la criatura amfíbia de The Shape of Water). ,...), fet que explica que sigui poc conegut pel gran públic. Això també li va permetre interpretar diversos papers a la mateixa pel·lícula, sobretot a El laberinto del fauno i Hellboy II: L'exèrcit daurat.
El 2011, va interpretar el paper de "la Gueule", el geni malvat de Serge Gainsbourg, a la pel·lícula francesa Gainsbourg, vie héroïque, dirigida per Joann Sfar.
El 2016, va interpretar Gyorsho a la pel·lícula A Smuggler's Trade basada en el personatge Han Solo de la franquícia Star Wars (La guerra de les galàxies).
Des del 2017, ha interpretat a Saru, l'oficial científic Kelpien de l'USS Discovery a la sèrie de ciència-ficció Star Trek: Discovery.
El 2021, va interpretar al malvat de DC Enigma (còmic) / Riddler a la pel·lícula: Dying Is Easy basada en el personatge del còmic Batman.

## Vida privada
Està casat amb Laurie Jones des de 1984.

## Filmografia
- 1990 : Carnal Crimes : Lang
- 1992 : Batman, le défi (Batman Returns) : pallasso filiforme
- 1993 : Hocus Pocus : Billy Butcherson
- 1994 : Magic Kid : el pallasso a l'oficina
- 1995 : Tank Girl : vagabond
- 1996 : Galgameth : 'Big Galgy'
- 1997 : Magic warriors (Warriors of Virtue) : Yee
- 1997 : Mimic : Long John n°2
- 1998 : Denial d'Adam Rifkin : Ghost
- 1998 : Bug Buster : Mother Bug
- 1999 : Mystery Men: Pointe Man
- 1999 : Les Rois du désert (Three Kings) : un soldat irakien mort
- 2000 : Stalled : Len
- 2000 : Les Aventures de Rocky et Bullwinkle de Des McAnuff : FBI Agent - Carrot
- 2000 : The Darkling (TV) : Shadow Master
- 2001 : Alien Hunter (série TV) : Krabble
- 2001 : Steven Spielberg's Movie : Donald Columbus
- 2001 : Monkeybone : le Yéti
- 2002 : Side Effects : Seth
- 2002 : La Machine à explorer le temps : espion Morlock
- 2002 : Men in Black II : Joey
- 2002 : Adaptation : Augustus Margary
- 2003 : Deux en un (Stuck On You) : Space Alien n°2
- 2004 : Hellboy de Guillermo del Toro : Abe Sapien
- 2004 : Three Lives : le correspondant mystérieux / le croque-mort
- 2005 : A Series of Small Things : le sans-abri
- 2005 : Doom : Dr. Carmack Imp / Sewer Imp
- 2005 : The Cabinet of Dr. Caligari : Cesare
- 2006 : La Jeune Fille de l'eau : Tartutic n°4
- 2006 : La Revanche des losers : le robot Numéro 7
- 2006 : Le Labyrinthe de Pan : le faune / l'homme pâle
- 2007 : Les 4 Fantastiques et le Surfer d'Argent : le Surfeur d'Argent
- 2008 : Hellboy II : Les légions d'or maudites : Abe Sapien , L'Ange de la Mort, chambellan
- 2009 : Super Capers de  : Agent spécial Smith #1
- 2010 : The Candy Shop de Brandon McCormick : Le vendeur de bonbon
- 2010 : Serge Gainsbourg : vie héroïque de Joann Sfar : La Gueule
- 2010 : Légion de Scott Charles Stewart : Ice Cream Man
- 2011 : Absentia : Water Lambert
- 2012 : John Dies at the End de Don Coscarelli : Robert North
- 2012 : Voisins du troisième type (The Watch) : Alien
- 2013 : L'Arène (Raze) de Josh C. Waller : Joseph
- 2015 : Crimson Peak de Guillermo del Toro : le fantôme de Lady Cushing
- 2016 : Ouija : les origines (Ouija: Origin of Evil) de Mike Flanagan : le médecin du Diable
- 2016 : Nosferatu : Orlock
- 2017 : The Bye Bye Man de Stacy Title : Bye Bye Man
- 2017 : La Forme de l'eau (The Shape of Water) de Guillermo del Toro : l'homme amphibien
- 2019 : Scary Stories to Tell in the Dark d'André Øvredal
- 2022 : Hocus Pocus 2 d'Anne Fletcher : William "Billy" Butcherson[2]